# Takuya Takagi
Takuya Takagi (Minamishimabara, Prefectura de Nagasaki, Japó, 12 de novembre de 1967) és un exfutbolista i entrenador japonès.

## Selecció japonesa
Takuya Takagi va disputar 44 partits amb la selecció japonesa.